# Steph Swainston
Steph Swainston, född 1974 i Bradford, är en brittisk fantasyförfattare framför allt känd för sin serie böcker om Fyrländerna (den så kallade Castle-serien).

## Biografi
Swainston började redan som barn konstruera sin fantasivärld och hitta på berättelser som utspelade sig i den. Vid trettio års ålder debuterade hon med sin första roman, The Year of Our War, den första i det projekt som kom att bli Circle-serien. Boken fick genomgående positiv kritik. Framför allt prisades den originella sekundärvärlden och Swainstons sätt att förnya fantasygenren.
 Sedan dess har Swainston fortsatt med sitt författarskap, samt arbetat bland annat som arkeolog, bokförsäljare, kemilärare och pyrotekniker.  2005 tilldelades hon det litterära priset IAFA William L. Crawford Fantasy Award.

## Författarskap
Swainston har övervägande skrivit om sin imaginära värld Fyrländerna (The Fourlands), vilken enligt författaren själv är en metafor för verkligheten. Serien kallas för "The Castle Series" och omfattar än så länge fem romaner och fyra novellsamlingar. Fyrländerna är en feodal union styrd av den odödlige kejsar San. Befolkningen består av människor, men också av de bevingade awianerna och bergsfolket rhydannerna, samt de stora insekter som invaderat landet. Den teknologiska nivån är en blandning av förindustriell och industriell, vilket gör att den dels liknar andra fantasyvärldars (strider sker med svärd och pilbågar), men dels är modern (exempelvis tidningar, jeans och fotboll förekommer). Böckernas handling är koncentrerad kring Cirkeln, en grupp speciella individer som gjorts odödliga av kejsaren, och dessas kamp mot insekterna.   
Swainston har beskrivits som en förnyare av fantasyn och har placerats i den genreöverskridande litteraturform som kallas new weird, tillsammans med författare som China Miéville och Jeff VanderMeer.   En viktig inspirationskälla för Swainstons författarskap är den amerikanske författaren William Burroughs, vilket märks på drog- och insektsmotiven i Circle-serien. 

### Romaner
- Circle-serien
  - The Year of Our War (2004) (Krigets år, översättning Lena Karlin, Natur & Kultur, 2006)
  - No Present Like Time (2005)
  - The Modern World (2007)
  - Above the Snowline (2010)
  - Fair Rebel (2016)

### Noveller
- - Aftermath (2016)
  - Wrought Gothic (2016)
  - Turning Point - short story collection (2018)